# Wolfgang Novogratz
Wolfgang Novogratz, född 9 maj 1997 i New York, är en amerikansk skådespelare.
Novogratz har bland annat medverkat i filmerna Tarot, The Half of It och The Last Summer.

## Filmografi (i urval)
- 2019 – The Last Summer
- 2020 – The Half of It
- 2024 – Tarot